# Thompsonia haddoni
Thompsonia haddoni är en kräftdjursart. Thompsonia haddoni ingår i släktet Thompsonia och familjen Thompsoniidae. Inga underarter finns listade i Catalogue of Life.